# Jan Heitbrink
Jan Heitbrink (Huizum, 2 november 1935 - Wolvega, 18 april 2012) was een schaatser die Nederlands Kampioen op de kortebaan werd. 
Hij werd in het Stadspark van Groningen in 1959 kortebaankampioen voor Klaas Renes. Op de derde plaats eindigde Gerard Maarse. Drie dagen daarvoor was hij in Leeuwarden Fries Kampioen geworden. Hiermee had hij zijn titel van 1958 geprolongeerd. In 1963 eindigde hij op het NK Kortebaan in Ankeveen als derde, na kampioen Geert Regts en Arjen Dijkstra. 
Jan Heitbrink was ook succesvol bij het paarrijden. Op 30 december 1962 en 18 januari 1964 werd Jan Heitbrink Fries Kampioen Kortebaan. Beide keren was de beslissende rit tegen Geert Regts.
Na zijn carrière werd hij starter bij het kortebaanschaatsen.
Hij huwde in 1959 met Hiltje Weenings en woonde in Akkrum. Heitbrink overleed in verzorgingshuis LindeStede in Wolvega.
| Jaar | Plaats | Kampioenschap |
| ---- | ------ | ------------- |
| 1959 | Goud   | NK Kortebaan  |
| 1963 | 3e     | NK Kortebaan  |